# Freddy Fender
 (août 2024).
Freddy Fender, né le 4 juin 1937, à San Benito, et mort le 14 octobre 2006, à Corpus Christi (États-Unis) est un auteur-compositeur-interprète Texan, de nationalité américaine et d'origine mexicaine. Il est connu pour ses succès en tant qu'artiste soliste, et pour sa contribution à celui des groupes Los Super Seven et Texas Tornados (en).

## Chronique
Freddy Fender, dont le nom de naissance est Baldemar Huerta est né à San Benito de Margarita « Mage » Garza Delgado et de Serapio « El Chapo » Huerta Medina. Son nom officiel semble avoir été Baldemar Garza Huerta, à moins qu'il s'agisse du nom qu'avait utilisé sa mère pour l'autoriser, bien que mineur à s'engager dans l'armée. Il en a changé légalement en 1958, pour adopter celui de Freddy Fender, mais il a continué à utiliser occasionnellement celui de Baldemar Huerta et figure crédité sous ce nom sur plusieurs disques et albums.
En 2000, il est diagnostiqué porteur d'une hépatite C. En 2002, il subit la greffe d'un rein donné par sa fille Maria Huerta Garcia et en 2004, une greffe du foie. Au début de 2006, il découvre qu'il est atteint d'un cancer du poumon, mais il est trop faible pour que l'on puisse pratiquer une ablation de la tumeur et meurt quelques mois plus tard. Il avait néanmoins donné son dernier concert, le 31 décembre 2005.

## Reconnaissances professionnelles
|      | Catégorie         | Chanson ou album               | Artistes     | Résultat |
| 1975 | Simple de l'année | Before The Next Teardrop Falls | Fredy Fender | Lauréat  |